# سباستيان كاباييرو
سباستيان كاباييرو (بالإسبانية: Sebastián Caballero)‏ (6 يناير 1992 بسانتا في في الأرجنتين - ) هو لاعب كرة قدم أرجنتيني في مركز الوسط.

## وصلات خارجية
- سباستيان كاباييرو على موقع قاعدة بيانات كرة القدم.إي يو (الإنجليزية)
- سباستيان كاباييرو على موقع Soccerway.com (الإنجليزية)